# Distància lenta llarga
La distància lenta llarga, coneguda també pel seu nom en anglès Long slow distance (LSD) és una forma d'entrenament de resistència aeròbica a la carrera i al ciclisme. Les adaptacions fisiològiques a l'entrenament del LSD inclouen una millora de la funció cardiovascular, una millora de la funció termoreguladora, una millora de la producció d'energia mitocondrial, una major capacitat oxidativa del múscul esquelètic i una major utilització del greix com a combustible. Ernst van Aaken, metge i entrenador alemany, és generalment reconegut com el fundador del mètode de llarga distància a distància de l'entrenament de resistència.
L'entrenament a distància lenta i llarga és una forma d'entrenament continu que es realitza a un ritme constant d'intensitat baixa a moderada durant una distància o durada extensa. La intensitat moderada d'entrenament de l'LSD és eficaç per millorar la resistència i la màxima absorció d'oxigen en individus que no estan entrenats o estan moderadament entrenats. Es creu que l'entrenament a distància lenta i llarga no és eficaç quan s'utilitza de forma aïllada per atletes ben entrenats, que per aconseguir millores addicionals en el condicionament metabòlic requereixen intensitats d'entrenament més altes que no són sostenibles en les durades de treball associades a l'LSD.

## Història
Tim Noakes, professor de ciències de l'exercici i l'esport a la Universitat de Ciutat del Cap, suggereix que va ser Arthur Newton qui inicialment va proposar que córrer distàncies més llargues a ritmes més lents era el mètode d'entrenament més eficaç per als corredors inicials. Noakes afirma que després de redescobrir aquest mètode als anys seixanta, Joe Henderson va encunyar el terme "llarga distància lenta".

## Joe Henderson
Joe Henderson va promoure la carrera de llarga distància a distància com a mètode d'entrenament el 1969. Henderson va veure el seu enfocament com una alternativa a l'escola dominant d'entrenament per a la carrera a distància, que va anomenar "escola de carrera PTA - l'enfocament del dolor, la tortura i l'agonia ". Va documentar l'èxit de sis corredors competitius que van seguir d'una forma o altra un règim d'entrenament LSD, de vegades combinant alguns entrenaments més intensos amb la carrera regular de llarga distància lenta amb quilometratges setmanals que oscil·laven entre les 50-60 i les 120-150 milles per setmana, amb marques personals de marató entre les 2:14 i les 2:50 hores. A més, hi ha ultra-maratonistes que utilitzen un mètode similar per entrenar. Un corredor típic de 5k pot considerar de 12 a 16 kilometres de LSD, mentre que un maratonià pot córrer 32 km o més. Les curses LSD solen fer-se a un ritme senzill, 1-3 minuts per milla més lent que el ritme usual d'un corredor de 10k. Els objectius d'aquestes proves són augmentar el volum sanguini i augmentar la força muscular, la resistència i la forma aeròbica.
El llibre d'Henderson no només es dirigia a corredors competitius, sinó també a corredors que volien divertir-se corrent. Escriu: “LSD no és només un mètode d'entrenament. És tota una manera de veure l'esport. Els que l'utilitzen diuen que córrer és divertit - Tot corrent, no només la part competitiva que dona recompenses ".

## Enfocaments per córrer
Durant el boom de la carrera dels anys setanta, molts corredors recreatius van utilitzar l'LSD com a base per a l'entrenament. Un dels "pares" de la Marató d'Honolulu, el cardiòleg Jack Scaff, va utilitzar un enfocament de llarga distància per entrenar corredors a les seves clíniques de marató. Scaff va aconsellar als seus corredors que seguissin la "prova de conversa", una idea que havia estat originada per Lydiard, en la qual els corredors haurien d'anar prou lent per poder mantenir una conversa. Segons l'escriptor esportiu John Brant al seu llibre Duel in the Sun de 2006, gairebé tots els corredors de distància seriosos de principis dels anys vuitanta van utilitzar el sistema de Lydiard per construir una base de resistència amb molts quilòmetres a un ritme aeròbic abans de córrer distàncies més curtes a un ritme anaeròbic.
Començant amb una hora de carrera, tres vegades a la setmana, i augmentant fins a mitjanes setmanals de 40 a 60 milles a la setmana durant els darrers tres mesos, milers de graduats del programa han descobert que podrien completar la Marató d'Honolulu completa que se celebra. cada any a principis de desembre. L'enfocament de la clínica es pot veure a partir de les seves Regles de la carretera originals, que ara es coneix com el "conjunt bàsic de regles que senten les bases per a la vostra formació".
Les regles: 
- No menys de tres carreres per setmana
- No més de cinc carreres a la setmana
- No menys d'una hora per tirada
- No més de 24 km en cap cursa
- Una tirada a la setmana de dues hores o més (després del mes 5)

Una variant de l'enfocament LSD és combinar córrer lentament amb pauses per caminar.
"S'ha comprovat que els corredors mitjans tindran més èxit si fan pauses regulars a peu.
"L'estratègia és inusual ja que no implica simplement caminar quan estàs cansat. Els corredors caminant s'obliguen a aturar-se fins i tot al començament d'una carrera quan estan frescos. "
Un exemple d'aquest enfocament el proporcionen les clíniques de running organitzades per Jeff Galloway Als cercles de running, John Bingham, també conegut com el pingüí, és un conegut practicant de LSD combinat amb pauses per caminar.

## Limitacions
Arthur Lydiard va escriure que el sistema d'entrenament LSD no assoleix els nivells d'esforç més eficaços per a la formació de forma aeròbica. Pete Pfitzinger ha escrit que el mètode d'entrenament de llarga distància lenta és acceptable per als corredors novells que esperen completar una marató, però que els corredors més experimentats es beneficien de carreres llargues que, segons l'entrenament, incorporen una varietat de ritmes, incloses les velocitats que s'acosten al ritme de la cursa. Segons Pfitzinger, són necessaris diversos ritmes perquè es produeixen diferents adaptacions fisiològiques, inclòs un augment de l'emmagatzematge de glicogen i la utilització de greixos, a ritmes d'entrenament específics.
Galloway assenyala que si un corredor vol augmentar la seva velocitat, es recomana un entrenament a intervals o un entrenament de velocitat. Henderson utilitza les carreres com a velocitat i és partidari de la velocitat en quantitats limitades.
La literatura científica indica que l'entrenament d'alta intensitat pot proporcionar un major benefici per a la capacitat anaeròbica que l'entrenament de resistència d'intensitat moderada. L'exèrcit nord-americà està reduint l'ús de carreres llargues en els seus programes d'entrenament físic.